# Daddy DJ
Daddy DJ — французский музыкальный проект, исполняющий электронную танцевальную музыку и получивший известность в начале 2000-х годов. Участники — Давид Ле Рой и Жан-Кристоф Бельваль.

## История
Международную известность группа приобрела благодаря синглу «Daddy DJ», выпущенному в конце 2000 года. Во Франции эта композиция достигла 2-й строчки национального хит-парада и удерживалась в первой пятёрке в течение пяти месяцев, а сингл получил статус бриллиантового. В хит-парадах некоторых европейских стран «Daddy DJ» заняла первое место. Кавер-версии на неё выпустили Crazy Frog («Daddy DJ») и диджеи Basshunter («Vi sitter i Ventrilo och spelar DotA» и «All I Ever Wanted») и S3RL («Pretty Rave Girl»).
Последующие два сингла были менее успешными, и после 2002 года группа прекратила активную деятельность. Только в 2012 году она выпустила свой второй альбом, не имевший большого успеха.

## Дискография

### Альбомы
- Let Your Body Talk (2001)
- Daddy DJ [CD/12"] (2002)
- Folder (2012)

### Синглы
- Daddy DJ (2000)
- Girl in Red (2001)
- Over You (2002)